# Эньянйоки
Эньянйоки (Энионйоки) — река в Мурманской области России. Протекает по территории Кандалакшского района. Правый приток Тунтсайоки.
Длина реки составляет 32 км. Площадь бассейна 219 км².
Берёт начало в урочище Кутса, близ озера Нурмиярви и автодороги Алакуртти — Куолаярви, на водоразделе Белого и Балтийского морей. В верхнем течении до слияния с рекой Сулахаранйоки (11 км до устья) носит название Энионйоки. Протекает по лесной, местами болотистой местности. Впадает в Тунтсайоки справа близ горы Теуравара.

## Данные водного реестра
По данным государственного водного реестра России относится к Баренцево-Беломорскому бассейновому округу, водохозяйственный участок реки — Ковда от Кумского гидроузла до Иовского гидроузла. Речной бассейн реки — бассейны рек Кольского полуострова и Карелии.
Код объекта в государственном водном реестре — 02020000512102000001082.